# Grønland for de små
|  | Denne artikel er oprettet af botten Steenthbot ud fra en ekstern database. Den kan derfor have sproglige fejl eller mangler. Denne skabelon kan fjernes efter kontrol af indholdet. |

Grønland for de små er en dansk dokumentarisk optagelse fra 1950 instrueret af Paul Hansen efter eget manuskript.

## Handling
Hverdagsliv i Grønland ved sommertid med børnene i fokus. Der er optagelser fra flere byer: Ilulissat (Knud Rasmussens hus), Qasigiannguit (tidl. Christianshåb), Sisimiut, Qaqortoq (Julianehåb), Maniitsoq og Kangaamiut (tidl. Gammel Sukkertoppen).